# 羅洗河
羅洗河（ら せんか、罗洗河、ルオ・シィホォ、1977年11月23日 - ）は中華人民共和国の囲碁棋士。湖南省出身、中国囲棋協会所属、九段。全国囲棋個人戦優勝、三星火災杯世界オープン戦優勝など。読みの深い碁。渾名は「快刀」、また風貌から「小猪」だったが、三星火災杯優勝により「飛猪」と称された。常昊ら「七小龍」と呼ばれる一人。

## 経歴
湖南省衡陽市生まれ。6歳で碁を覚え、北京で国家チームのコーチ羅建文の内弟子となり、10歳で国家少年囲棋隊に入る。聶衛平の家で内弟子のような生活をし、1984年の藤沢秀行の訪中時には七子の指導碁を打った。1989年に12歳で初段。1990年全国青少年囲棋戦でB組2位。1993年世界青少年囲碁選手権大会青年組準優勝。
1994年16歳で名人戦、十強戦のリーグ入りし、名人戦で挑戦者となるが、馬暁春名人に2-3で敗れる。同年新秀杯戦優勝。名人戦では1998年にも挑戦者となるが、再度馬名人に1-3で敗退。全国囲棋個人戦では、1997年に5位、2000年に優勝。2001年にNEC杯戦に優勝して日中スーパー囲碁に出場、趙治勲に0-2で敗れる。2002年農心杯で3人抜き、九段。2003年、梁雅弟二段と結婚。2005年名人戦挑戦者決定戦進出。
2006年に三星火災杯世界オープン戦で、趙漢乗、宋泰坤、李世乭、崔哲瀚、決勝三番勝負では李昌鎬に2-1と、韓国棋士を連破して世界戦初優勝。この棋戦での中国棋士初優勝とともに、世界選手権決勝で外国棋士に不敗だった李昌鎬に初めて土を付けることとなり、中国では「中国碁界20年の歴史以来、最も輝かしい事件」と報じられた。
棋士ランキングでは、1999年4位、2006年9位。

### タイトル歴
国際棋戦
- 三星火災杯世界オープン戦 2006年

国内棋戦
- 新秀菊花杯戦 1994年
- 霜花杯全国囲棋招待戦 1995年
- 聖雪絨杯囲棋王戦 1998年
- 全国囲棋個人戦 2000年
- NEC杯囲棋賽 2001年
- 招商銀行杯中国囲棋電視快棋戦 2006年
- 大香林杯中国囲棋超級争覇戦 2007年

### その他の棋歴
国際棋戦
- LG杯世界棋王戦 ベスト8 2002年
- 三星火災杯世界オープン戦 ベスト8 2002年
- 春蘭杯世界囲碁選手権戦 3位 2003年
- 日中囲碁決戦
  - 1992年 1-2 高尾紳路
- 日中スーパー囲碁
  - 2001年優勝戦 0-2 趙治勲
- 真露杯SBS世界囲碁最強戦
  - 1996年 0-1（×崔珪昞）
- 農心辛ラーメン杯世界囲碁最強戦
  - 2000年 1-1（○工藤紀夫、×金栄三）
  - 2002年 3-1（○崔哲瀚、○山下敬吾、○崔珪昞、×中野寛也）
  - 2003年 0-1（×李昌鎬）
  - 2005年 1-1（○趙治勲、×李昌鎬）
- 江原ランド杯中韓囲碁対抗戦
  - 2006年 0-1（×安祚永）

国内棋戦
- 名人戦 挑戦者 1994、97年
- 新人王戦 準優勝 1998年
- 棋聖戦 六段戦優勝 1999年
- CCTV杯中国囲棋電視快棋戦 準優勝 2000年
- 六大茶山杯戦 優勝 2007年
- 九好杯囲棋国手招待戦 準優勝 2010年
- 全国智力運動会 2009年男子団体戦3位（北京チーム）、男子個人快棋戦3位
- リコー杯囲棋混双戦 優勝 2010年（張璇とペア）
- 甲級リーグ戦
  - 1999年（重慶建設摩托）2-2
  - 2000年（中信大三元）16-6
  - 2001年（中信大三元）8-8
  - 2002年（中信大三元）11-8
  - 2003年（北京大興興創）15-7
  - 2004年（北京新興地産）15-7
  - 2005年（北京新興地産）14-7
  - 2006年（北京新興地産）13-9
  - 2007年（新興地産）11-10
  - 2008年（新興地産）7-14
  - 2009年（新興地産）11-11
  - 2010年（遼寧菊花島）11-8
  - 2011年（大連上方衡）4-9
  - 2012年乙級（大連上方）2-5